# Saint-Estève
Saint-Estève é uma comuna francesa na região administrativa da Occitânia, no departamento dos Pirenéus Orientais. Estende-se por uma área de 11.67 km², com 11.697 habitantes, segundo o censo de 2018, com uma densidade de 1.000 hab/km².